# Матвєєв Валентин Григорович
Матвєєв Валентин Григорович (28 березня 1943) — український політик, член КПУ; ВР України, заступник голови фракції КПУ (з 12.2012). Секретар Комітету з питань Регламенту, депутатської етики та забезпечення діяльності Верховної Ради України (з 12.2012); член Президії ЦК КПУ (з 10.1997); голова Всеукраїнського об'єднання депутатів рад «За соціальну справедливість і народовладдя» (з 12.2000).
Народився 28 березня 1943 (смт Андріївка, Балаклійський район, Харківська область); укр.

## Освіта
Харківський автодорожний інститут (1969), «Автомобільний транспорт».

## Трудова діяльність
- 1960—1963 — слюсар автотрансп. контори № 5, інстр.-методист автотранспортної контори тресту «Харківнафтагазрозвідка», місто Балаклія.
- 1963—1977 — на комсомольській роботі.
- 1977—1978 — секретар виконкому Заводської райради міста Запоріжжя.
- 1978—1991 — на партійній роботі.
- 1991—1994 — керівник представництва Запорізького СМП «Байда бізнес-клуб» у Києві; генеральний директор асоціації «КІАМПЕКС», місто Київ.
- 1994—1997 — директор представництва Харківського АТ «Технокар АГ» в Києві.
- 1997—1998 — голова правління Міжнародної громадської організації «Асоціація Слобожанщина».

Секретар ЦК КПУ (10.1997-06.2005).

## Депутатська діяльність
Народний депутат України 3 скликання 03.1998-04.2002 від КПУ, № 40 в списку. На час виборів: голова правління Міжнародної громадської організації «Асоціація Слобожанщина» (місто Київ), член КПУ. Уповноважений представник фракції КПУ (з 05.1998). Член Комітету з питань державного будівництва, місцевого самоврядування та діяльності рад (з 07.1998, з 2000 — Комітет з питань державного будівництва та місцевого самоврядування).
Народний депутат України 4 скликання 04.2002-04.2006 від КПУ, № 12 в списку. На час виборів: народний депутат України, член КПУ. Уповноважений представник фракції комуністів (з 05.2002). Голова Комітету з питань Регламенту, депутатської етики та організації роботи Верховної Ради України (з 06.2002).
Народний депутат України 5 скликання 04.2006-11.2007 від КПУ, № 8 в списку. На час виборів: народний депутат України, член КПУ. Заступник голови фракції КПУ (з 04.2006). Член Комітету з питань правосуддя (з 07.2006).
Народний депутат України 6 скликання 11.2007-12.2012 від КПУ, № 12 в списку. На час виборів: народний депутат України, член КПУ. Член Комітету з питань нац. безпеки і оборони (з 12.2007). Член фракції КПУ (з 11.2007).
10 серпня 2012 року у другому читанні проголосував за Закон України «Про засади державної мовної політики», який суперечить Конституції України, не має фінансово-економічного обґрунтування і спрямований на знищення української мови. Закон було прийнято із порушеннями регламенту.
Один із 148 депутатів Верховної Ради України, які підписали звернення до Сейму Республіки Польща з проханням визнати геноцидом поляків події на Волині 1942—1944 років.
Народний депутат України 7 скликання з 12.2012 від КПУ, № 9 в списку. На час виборів: народний депутат України, член КПУ.

## Ресурси інтернет
- Довідник «Хто є хто в Україні», видавництво «К. І.С» [Архівовано 6 липня 2020 у Wayback Machine.]